# Pipunculus dentatus
Pipunculus dentatus är en tvåvingeart som beskrevs av Skevington 1998. Pipunculus dentatus ingår i släktet Pipunculus och familjen ögonflugor. Inga underarter finns listade i Catalogue of Life.